# Sant Bartomeu de Matamala
Sant Bartomeu de Matamala és una església romànica de Porqueres (Pla de l'Estany) inclosa a l'Inventari del Patrimoni Arquitectònic de Catalunya.

## Descripció
Construcció de petites dimensions d'una nau capçada a llevant per un absis semicircular cobert amb quart d'esfera. Antigament estava cobert per una volta de canó però d'aquesta només en resta la línia d'arrencament. La façana té una porta rectangular amb llinda i brancals de carreus de pedra ben escairats i, coronat la façana, hi ha un campanar de cadireta d'un sol ull. La teulada és a dues aigües.
El parament reflecteix les dues etapes constructives: l'obra romànica és de carreus amb filades força regulars i la reconstrucció del segle xv és amb carreus irregulars i morter.

## Història
La primera vegada que aquesta ermita apareix documentada és l'any 1321. Va ser víctima dels terratrèmols de l'any 1428, per això, l'any 1453 va ser reconstruïda.